# Hoogstraat (Utrecht)
De Hoogstraat is een straat in de buurt Loevenhoutsedijk en omgeving van de wijk Noordwest van de stad Utrecht. De straat met trottoirs aan beide zijden verbindt de Loevenhoutsedijk in het noorden met de zuidelijker gelegen Lauwerecht langs de Vecht. Halverwege wordt de Hoogstraat gekruist door de Pijlstraat. De Hoogstraat was vroeger onderdeel van de Jagerskade en de Hoogelanden Oostzijde (de tegenwoordige Lauwerecht). Achter de Hoogstraat lag aan de Inundatiekade de speeltuin van buurtvereniging Hoogelanden. De huizen in de Hoogstraat werden gebouwd in het eerste decennium van de twintigste eeuw. De oudste nog bestaande straatvereniging is die van de Hoogstraat e.o. Hogelanden, die in 1909 werd opgericht. De feesten ter gelegenheid van het 90-jarig bestaan van de buurtvereniging werden in 2010 op de kruising van de Hoogstraat en de Pijlstraat geopend door burgemeester Wolfsen. Op de hoek van de Hoogstraat 52/Pijlstraat was 45 jaar lang melkhandelaar Herman van de Brink gevestigd. De naam Hogelanden is afkomstig van de Heerlijkheid Hogelanden binnen de Stadsvrijheid van Utrecht. De huurhuizen in de Hoogstraat en omgeving hebben 'het label 'verkoop', een woning wordt verkocht als de huidige huurder (bewoner) de huur opzegt en verhuist. Een aantal van de huizen is daarna vergroot door de opbouw in de vorm van een extra bouwlaag. De vroegere bedrijfsfunctie van meerdere panden is nog herkenbaar door de grote dubbele deuren aan de straatzijde.

## Buurtwerk

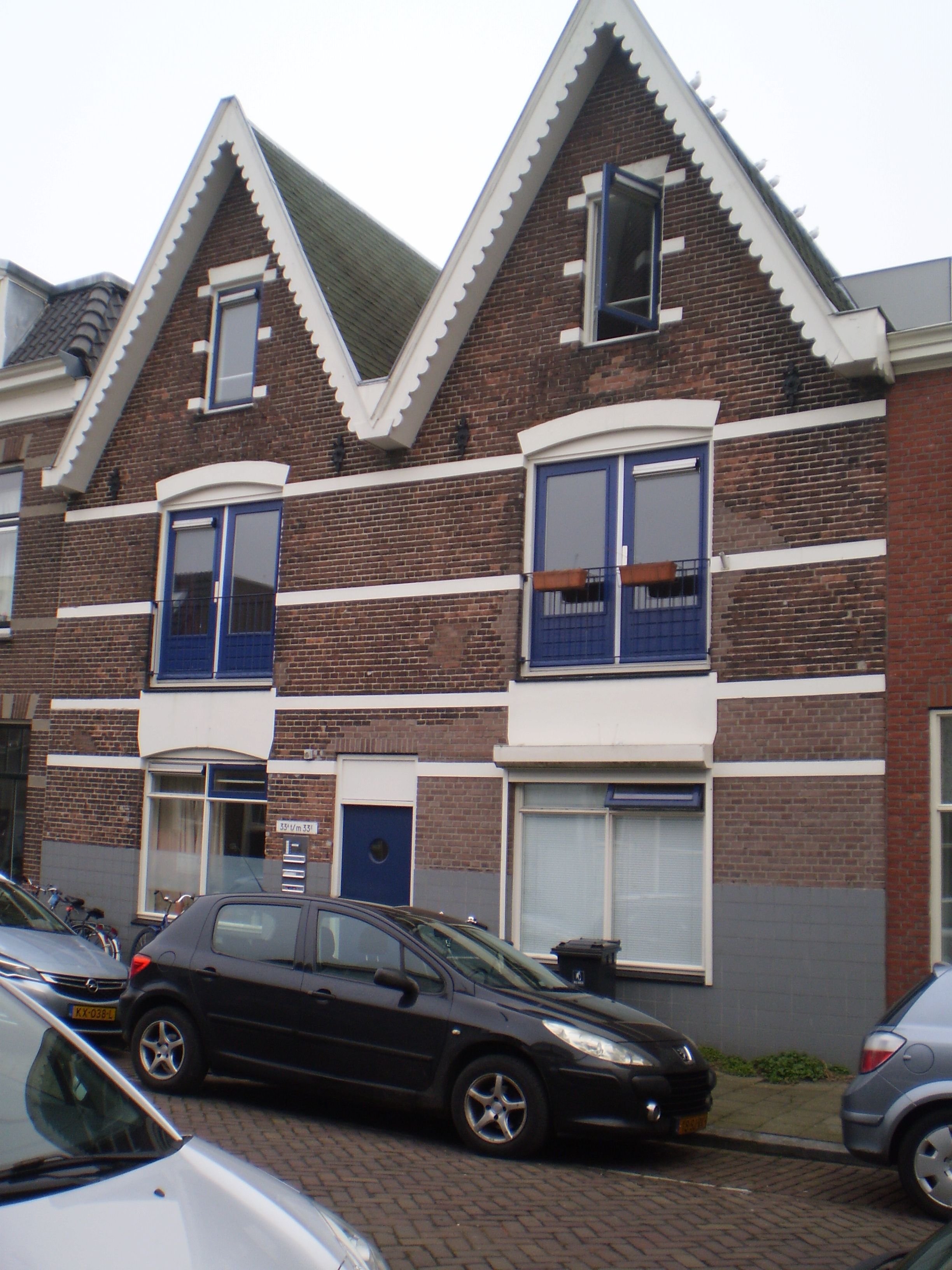
Hoogstraat 33

Het gebied Hoogstraat in Utrecht-Noord werd gerekend tot het werkgebied van de rooms-katholieke parochiekerk Sint-Josephkerk (1901) aan de Draaiweg. Het tweelinggebouw met adres Hoogstraat 31-33 droeg ook de naam Stella Maris en had naast diverse andere ruimtes ook een sport- en spelzaal, die bij tijd en wijle als kapel werd gebruikt. De zolders werden gebruikt voor de opslag van kampeerattributen en zeilen. De activiteiten bestonden uit figuurzagen, knutselen en spelletjes. Ook was er een kleine bibliotheek. Tot de afdelingen van Stella Maris behoorde ook het fanfarekorps, bestaand uit trommelaars, pijpers en bazuinblazers. Vanuit de parochie werd onder meer een vereniging van zeeverkenners opgericht. Deze groep met de naam Stella Maris - Sterre der Zee gebruikte de Vecht als haar thuiswater. In de jaren vijftig en zestig had Stella Maris in de buurt van de Loosdrechtse Plassen een aantal sloepen liggen.
Vrijwilligers uit de parochie en uit de buurt stonden onder leiding van een groep notabelen uit de wijk en de aalmoezenier. Toen het buurthuis in 1949 werd opgericht door kapelaan Jansen, kreeg het de naam Stella Maris. Deze dependance van de Sint-Josephparochie (Draaiwegkerk) werd ook gebruikt als kapel voor kerkdiensten en als kleuterschool. Het gedeelte links was de kapel en rechtsonder de kleuterschool. Stella Maris had ook een ruimte in de oude school Anthoniedijk 9. Halverwege de jaren vijftig kreeg het een stichtingsvorm. In de statuten werd toen nog gesproken in termen als verheffing van het volk en onmaatschappelijkheidsbestrijding. Tot eind jaren zeventig viel Stella Maris onder Opbouwwerk in bijzondere situaties en was er een professionele staf in het buurthuis. Eind jaren tachtig werd Stella Maris bezet door buurtbewoners die ontevredenheid waren over de activiteiten van het buurtwelzijnswerk. Deze bezetters vormden een Accommodatieraad. Zo ontstond in 1989 het Buurtcomité Hoogstraat en omgeving dat aanspreekpunt voor de wijk werd voor de gemeente Utrecht. Het buurthuis Stella Maris ging eind jaren tachtig samen met buurthuis Hogelanden in de oude school Anthoniedijk 9, dat uitging van de gereformeerde kerk. Sinds 2011 is het buurthuis van de wijk gevestigd in de oude boerderij op Jagerskade 4.
Naast het Buurtcomité is Buurtvereniging Hoogelanden actief. Die organiseert jaarlijks een buurtfeest. Dat doen ze al meer dan 90 jaar. Sinds 1994 verschijnt wijkkrant Ster van Buurtcomité Hoogstraat en omgeving, het bulletin Flitz verscheen voor spoednieuws.